# Myotis weberi
Myotis weberi — вид рукокрилих ссавців з родини лиликових.

## Таксономічна примітка
Таксон відділено від M. formosus. Видовим епітетом вшановано М. К. В. Вебера

## Морфологічна характеристика
Невеликий кажан з довжиною голови і тулуба 57 мм, довжиною передпліччя від 49.7 до 53,.5 мм, довжиною хвоста 42.5 мм, довжиною лапи 12 мм і довжиною вух 16.5 мм. Загальне забарвлення тіла темно-помаранчеве з чорнуватою основою волосків і темнішим кінчиком. Морда коротка, загострена і зі злегка трубчастими ніздрями. Вуха відносно короткі, вузькі, помаранчеві з чорними краями. Крила помаранчеві, перетинки між пальцями ніг чорні та прикріплені ззаду до основи великого пальця. Лапи малі, чорнуваті. Хвіст довгий і повністю включений у велику уропатію, яка має помаранчевий колір.

## Поширення
Країни проживання: Індонезія (Сулавесі).

## Спосіб життя
Мало відомо про екологію виду, який, ймовірно, подібний до близькоспоріднених видів, що робить його лісовим мешканцем, що населяє первинні та вторинні ліси з деякою стійкістю до людського турбування.